# Abitibi (rzeka)
Abitibi – rzeka w Kanadzie, w północno-wschodniej części prowincji Ontario. Wypływa z płytkiego jeziora Abitibi na granicy prowincji Ontario i Quebec. Ma 547 km długości, płynie głównie w kierunku północnym. Uchodzi do rzeki Moose River. Dolina rzeki jest gęsto zalesiona, co sprzyja rozwojowi przemysłu celulozowo-papierniczego, który koncentruje się w leżącym nad rzeką mieście Iroquois Falls. Nazwa rzeki pochodzi z języka ludów algonkiańskich i odnosi się do centralnego położenia jeziora Abitibi na starym szlaku kajakowym wiodącym od doliny rzeki Ottawa do Zatoki Jamesa. Na rzece znajdują się 4 duże elektrownie wodne, które dostarczają prąd do okolicznych kopalni.